# San Bartolomé (Lanzarote)
San Bartolomé ist eine der sieben Gemeinden der Kanareninsel Lanzarote. Sie befindet sich im geographischen Zentrum der Insel. Der Verwaltungssitz befindet sich im gleichnamigen Ort, die größte Siedlung ist hingegen Playa Honda. Auf dem Gemeindegebiet befindet sich der Flughafen Lanzarote.

## Orte der Gemeinde
Die Bevölkerungszahlen in Klammern (Stand: 1. Januar 2012):
- Güime (1.394)
- El Islote (453)
- Montaña Blanca (494)
- Playa Honda (10.442)
- San Bartolomé (5.704)

## Name
Einige Autoren vertreten den Standpunkt, dass San Bartolomé in der Epoche der Majos den Namen Ajey trug, was jedoch umstritten ist.

## Sehenswürdigkeiten
Das Rathaus der Stadt erinnert mit seiner gemauerten Veranda und dem Bogengang darunter ein wenig an ein Herrenhaus in den amerikanischen Südstaaten. Sein minarettartiger Glockenturm im palmengeschmückten Komplex der Pfarrkirche an der Plaza Léon y Castillo ist auffällig. Die Iglesia de San Martín wurde 1787 von Cayetano Guerra gegründet und 1789 erbaut. Das Innere der einschiffigen Kirche ist mit einer Kassettendecke im Mudéjar-Stil ausgestattet. Die Altäre präsentieren sich im bäuerlich-schlichten Neoklassizismus. Pfeiler und Fußboden der Kirche sind aus hellgrauen Vulkansteinen gemeißelt.

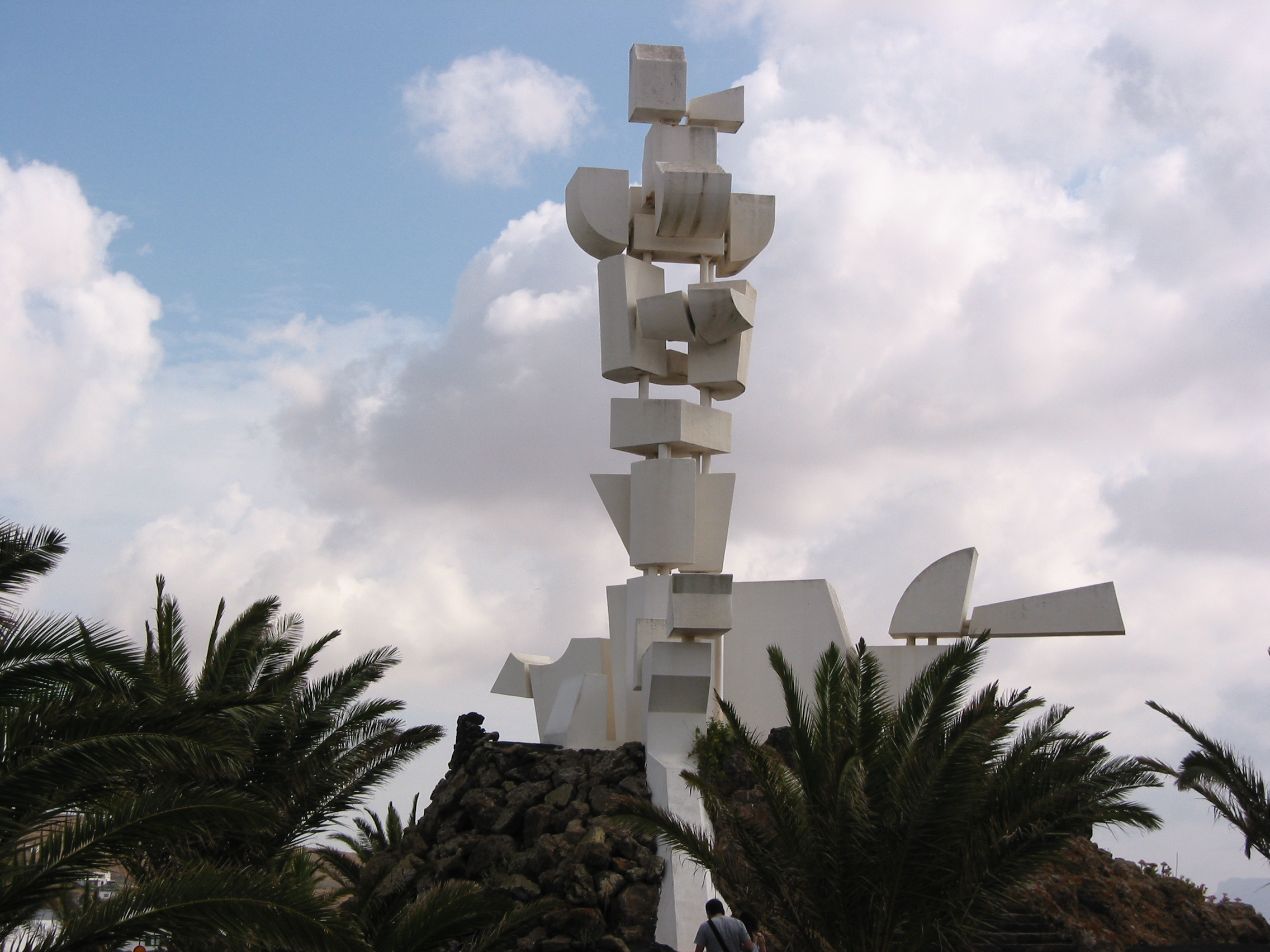
Monumento al Campesino

Das ethnographische Museum Tanit ist in einem Gebäude aus dem 18. Jahrhundert untergebracht und wurde im Februar 2000 eingeweiht. Auch das Kulturhaus Ajey befindet sich in einem Gebäude aus dem 18. Jahrhundert. Dort sind viele Gerätschaften der kanarischen Bauern zu sehen.
Das Monumento al Campesino (Bauerndenkmal) befindet sich im Dorf Mozaga. Es ist ein typisches Beispiel traditioneller, ländlicher Architektur. Hier steht das Denkmal an die Fruchtbarkeit, das den Zusammenhalt der bäuerlichen Gesellschaft symbolisiert. Realisiert wurde es von Jesus Soto nach Entwürfen des Künstlers und Naturschützers César Manrique. Das Gehöft beherbergt ein Museum, eine Bar, ein Restaurant, einen Laden, Werkstätten und ein Handwerksmuseum.

## Sport
Die Frauen vom Club Balonmano Zonzamas spielten in der höchsten spanischen Liga Handball.